# Mittleres Glemstal
Mittleres Glemstal ist ein Landschaftsschutzgebiet im Landkreis Ludwigsburg.

## Lage und Beschreibung
Das Gebiet wurde durch Verordnung des Landratsamts vom 19. August 1982 als 43. Landschaftsschutzgebiet des Landkreises Ludwigsburg ausgewiesen. Es erstreckt sich zwischen dem Gruppenklärwerk in Ditzingen und dem Ortsrand von Schwieberdingen auf den Gemarkungen von Schwieberdingen, Hemmingen, Ditzingen und Korntal-Münchingen. Bei der Ausweisung wurden zwei ältere Landschaftsschutzgebiete mit einbezogen, nämlich das Landschaftsschutzgebiet Nippenburg (1938) und das Gebiet Heimberg (1967). Das Muschelkalkgebiet des Mittleren Glemstals gilt als reizvolle Region mit hohem Erholungswert. Es umfasst unterschiedliche Lebensräume wie die Glems mit ihrem Uferbewuchs, Teile der Nebentäler von Döbach und Wannengraben sowie bewaldete Hänge, Felder, Heideflächen, Feldgehölze, Streuobstanlagen und Parkgelände. Im Zentrum des Landschaftsschutzgebiets liegt die Burgruine Nippenburg.
Durch Verordnung vom 2. April 1990 wurden einige landwirtschaftlich genutzte Grundstücke im Bereich der Nippenburg aus dem Geltungsbereich herausgenommen. Zugleich wurde im Bereich Fuchsrain eine Hecke mit Feldgehölz, die als Unterstand für Niederwild sowie Lebensraum für Pflanzen und Tiere Bedeutung erlangt hatte, zusätzlich einbezogen. Heute umfasst das Landschaftsschutzgebiet eine Fläche von 178,3 Hektar.

## Schutzzweck
Schutzzweck ist die Erhaltung der natürlichen Vielfalt des Landschaftsbildes des Glemstals und seine Sicherstellung als Naherholungsgebiet im Westen des Großraums Stuttgart.